# Fridolf Kudlien

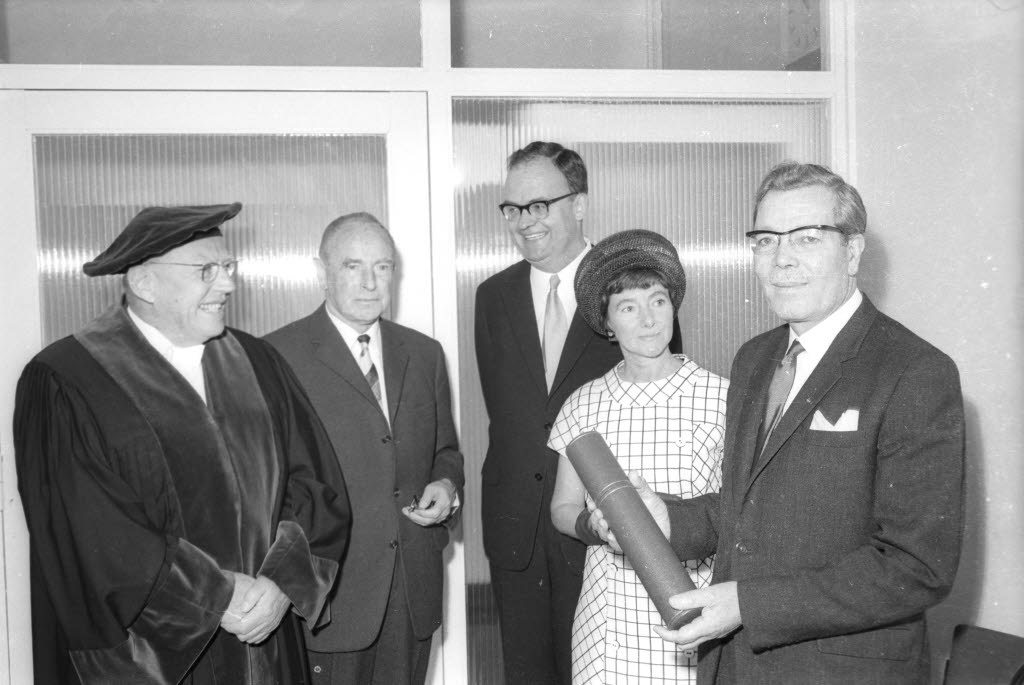
Fridolf Kudlien (Mitte), Juli 1968

Fridolf Albert Ferdinand Kudlien (* 23. November 1928 in Berlin; † 2. Februar 2008 in Kiel) war ein deutscher Klassischer Philologe und Medizinhistoriker.

## Leben
Fridolf Kudlien wurde am 1. Oktober 1958 an der Humboldt-Universität zu Berlin promoviert, seine Dissertation hat das Thema Die handschriftliche Überlieferung des Galenkommentars zu Hippokrates ‘De articulis’. Sie wurde von Konrad Schubring im Rahmen des Corpus Medicorum Graecorum (CMG) angeregt und von Johannes Irmscher und Werner Hartke nach der Einreichung im Sommer 1957 begutachtet. Es war eine von mehreren Arbeiten, die im Rahmen einer Arbeitsgruppe des an der Akademie der Wissenschaften der DDR angesiedelten CMG als Vorarbeit für eine geplante kritische Ausgabe von Galens De articulis entstand.
Kurz vor dem Mauerbau 1961 übersiedelte Kudlien nach Würzburg, wo er als Assistent am Institut für Geschichte der Medizin der Universität Würzburg arbeitete. 1963 habilitierte er sich an der Universität Kiel und wurde 1964 zum Privatdozenten ernannt, 1966 zum Wissenschaftlichen Rat und außerordentlichen Professor, 1970 zum ordentlichen Professor für Geschichte der Medizin. Er war seit 1966 korrespondierendes Mitglied der International Academy of the History of Medicine.
Kudliens Forschungsschwerpunkte waren die antike Medizin, die Rolle der Medizin im Nationalsozialismus und die antike Sozialgeschichte. In diesen Bereichen hat er diverse Artikel zu Paulys Realencyclopädie der classischen Altertumswissenschaft und dem Kleinen Pauly beigetragen.

## Veröffentlichungen (Auswahl)
- Die handschriftliche Überlieferung des Galenkommentars zu Hippokrates „De articulis“. Berlin 1960 (= Deutsche Akademie der Wissenschaften zu Berlin. Schriften der Sektion für Altertumswissenschaften. Band 27).
- Poseidonios und die Ärzteschule der Pneumatiker. In: Hermes. Band 90, 1962, S. 419–429.
- Untersuchungen zu Aretaios von Kappadokien. Wiesbaden 1964 (= Akademie der Wissenschaften und der Literatur Mainz, Abhandlungen der geistes- und sozialwissenschaftlichen Klasse. Jahrgang 1963, Band 11).
- Probleme um Diokles von Karystos. In: Sudhoffs Archiv für Geschichte der Medizin. Band 47, 1963, S. 456 ff.
- Die antike Chirurgie – eine Skizze. In: Der Krankenhausarzt. Band 38, 1965, S. 98 ff.
- mit Jutta Kollesch: Apollonios von Kition. Kommentar zu Hippokrates über das Einrenken der Gelenke. Berlin 1965.
- The seven cells of the uterus: the doctrine and its roots. In: Bulletin of the History of Medicine. Band 39, 1965, S. 415–423.
- Der Beginn des medizinischen Denkens bei den Griechen von Homer bis Hippokrates (= Bibliothek der Alten Welt.) Artemis, Zürich/Stuttgart 1967.
- Die Sklaven in der griechischen Medizin der klassischen und hellenistischen Zeit. Wiesbaden 1968 (= Forschungen zur antiken Sklaverei. Band 2).
- Der Arzt des Körpers und der Arzt der Seele. In: Clio Medica. Band 3, 1968, S. 1–19.
- Medical education in classical antiquity. In: Charles Donald O’Malley (Hrsg.): The history of medical education. Berkeley 1970, S. 3–37.
- Der griechische Arzt im Zeitalter des Hellenismus. Seine Stellung in Staat und Gesellschaft. Wiesbaden 1979 (= Akademie der Wissenschaften und der Literatur Mainz, Abhandlungen der geistes- und sozialwissenschaftlichen Klasse. Band 6).
- Widerstand deutscher Ärzte gegen das Dritte Reich. In: Gerhard Baader, Ulrich Schultz: Medizin und Nationalsozialismus. Tabuisierte Vergangenheit, ungebrochene Tradition? Berlin-West 1980, S. 212–218.
- Die Stellung des Arztes in der römischen Gesellschaft. Freigeborene Römer, Eingebürgerte, Peregrine, Sklaven, Freigelassene als Ärzte. Stuttgart 1986 (= Forschungen zur antiken Sklaverei. Band 18).
- Fürsorge und Rigorismus. Überlegungen zur ärztlichen Normaltätigkeiz im Dritten Reich. In: Norbert Frei (Hrsg.): Medizin und Gesundheitspolitik in der NS-Zeit. R. Oldenbourg Verlag, München 1991 (= Schriften der Vierteljahrshefte für Zeitgeschichte. Sondernummer), ISBN 3-486-64534-X, S. 99–111.
- Sklaven-Mentalität im Spiegel antiker Wahrsagerei. Stuttgart 1991 (= Forschungen zur antiken Sklaverei. Band 23).